# 屍姦
屍姦（しかん, Necrophilia）は、死体を姦する（性的に犯す）行為を指す。 ネクロフィリア（Necrophilia）は、死体を姦する行為のほかに、死体に欲情する性的興奮や性的魅力を感じること（死体性愛（屍体性愛、したいせいあい）、死体愛好（屍体愛好、したいあいこう）と呼ばれる場合がある）を指す場合もあるが、日本語の「屍姦」は、死体を姦する行為のみを指す。

## ネクロフィリア
「ネクロフィリア」(Necrophilia)なる用語は、ドイツの性科学者、リヒャルト・フォン・クラフト＝エビング(Richard von Krafft-Ebing)が1886年に発表した著書『Sexual Psychopathy: A Clinical-Forensic Study』（『性的精神病質: 臨床法医学研究』）の中で用いた。
クラフト＝エビングは、ヒトの性的欲求および性的逸脱に関する分類について研究し、ネクロフィリアについて「加虐性愛における身の毛もよだつ兆候」と表現した。
エーリヒ・フロム(Erich Fromm)は、「ネクロフィリア」について「『死者に対する愛情』」「この用語は、性的倒錯、すなわち性交目的で（女性の）死体を所有したいとする願望、あるいは、死体と一緒にいたい、とする病的な願望を指すのに用いられる」「性格学の観点では、ネクロフィリアは、死んだもの、腐ったもの、腐敗して悪臭を放つもの、病的なものすべてに対する情欲に基づく魅力である、と説明できる。生きているものを死んでいるものに変えようとする性欲である」「『生体を壊したい』という抑えがたい気持ち」と表現している。

## 屍姦が行われた事件の例
1989年の調査によれば、死体に持続的に性的魅力を感じるネクロフィリアを区別して分析したところ、その92%が男性であったと報告している。
1948年の最高裁判決で死姦行為自体は死体損壊・遺棄罪や強姦致死罪（当時）には当たらないとされている。一方で1958年の最高裁判決では「婦女を強姦する目的で暴行を加えその婦女を死亡させ、その直後姦淫したときは、姦淫行為が婦女の死亡後であるとしてもこれを包括して強姦致死罪と解すべきである」と判示されている。
光市母子殺害事件では、加害者が被害者を殺害した後、辱めたとされている。裁判では「生き返らせるための儀式」と供述した。1993年の埼玉愛犬家連続殺人事件の加害者も、犠牲者の女性を殺したあとに、その遺体を犯したという。ただし、これは共犯者による証言であり、加害者は犠牲者の遺体を解体・処分したため、物的証拠はない。

## 動物による屍姦
動物では、イルカ、リス、カエル、トカゲ、カラス、マガモ、オオヒキガエル、ハト、ツバメ、シチメンチョウなどで死亡個体と交尾した事例が確認されている。
2003年、キース・ムーリカーが、ガラスに衝突死したオスのマガモを別のオスが屍姦したことによる研究で、イグ・ノーベル賞を受賞している。
2023年1月、タイで、ベニガオザル3匹(いずれも社会的順位の低いオス)が、死んだ大人のメスと交尾し始める様子を4例記録され、野生の霊長類による｢死亡個体との交尾行動｣で初の記録とされる。このことを2024年5月に発表した京都大学の研究チームは、少なくともベニガオザルが死んでいる状況を理解することが難しい可能性があるとし、安易に人間の屍姦と結びつけないようにしなければならないとしている。

## 屍姦を題材にした作品
- 『眠れる美女』（川端康成作の小説）
- 『愛の流刑地』（渡辺淳一作の小説）
- 『睡れる花嫁』（横溝正史作の推理小説）
- 『陰摩羅鬼の瑕』（京極夏彦作の推理小説）
- 『残虐な抱擁』 (井上光晴作の小説)
- 『殺戮にいたる病』 (我孫子武丸作のサイコホラー小説)
- 『美少女死姦 無抵抗になった白い肌』(監督:松嶋クロス、出演:持田茜、2006年11月19日)
- 『美少女死姦2 肉塊性的モルモット』(監督:松嶋クロス、出演:原千尋、2007年5月19日)